# Nation constitutive (Royaume-Uni)
Pour les articles homonymes, voir Nation constitutive.

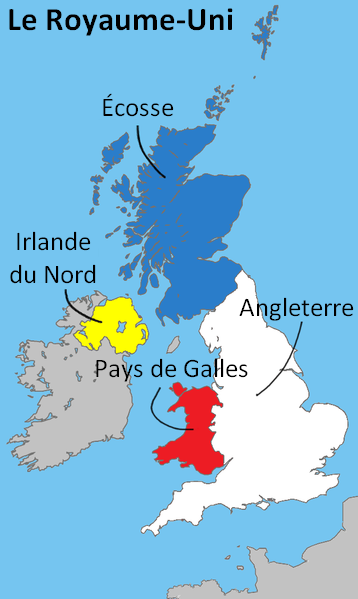
Carte des quatre nations constitutives du Royaume-Uni : l'Angleterre (en blanc), le Pays de Galles (en rouge), l'Écosse (en bleu) et l'Irlande du Nord (en jaune).

Les nations constitutives (anglais : nations ou countries of the United Kingdom, littéralement « pays du Royaume-Uni ») sont les quatre pays constitutifs qui forment le Royaume-Uni : Angleterre, Écosse, pays de Galles et Irlande du Nord.
Le Royaume-Uni, État unitaire, a transféré certaines compétences à l'Écosse, au pays de Galles et à l'Irlande du Nord, dotés d'assemblées élues et de gouvernements qui administrent leurs territoires respectifs avec une certaine autonomie.

## Informations sommaires
| Nation                           | Drapeau | Superficie (km2) | Population (estimation en 2018) | Capitale  | Date d'annexion           | Institution exécutive dévolue | Institution législative dévolue |
| -------------------------------- | ------- | ---------------- | ------------------------------- | --------- | ------------------------- | ----------------------------- | ------------------------------- |
| Angleterre England               |         | 130 279          | 55,98 millions                  | Londres   |                           | Aucune                        | Aucune                          |
| Écosse Scotland                  |         | 78 772           | 5,44 millions                   | Édimbourg | 1707 (actes d'Union)      | Gouvernement écossais         | Parlement écossais              |
| Pays de Galles Cymru / Wales     |         | 20 779           | 3,14 millions                   | Cardiff   | 1542 (Laws in Wales Acts) | Gouvernement gallois          | Parlement gallois               |
| Irlande du Nord Northern Ireland |         | 13 843           | 1,88 million                    | Belfast   | 1801 (actes d'Union)      | Exécutif nord-irlandais       | Assemblée nord-irlandaise       |
| Royaume-Uni United Kingdom       |         | 243 789          | 66,44 millions                  | Londres   |                           |                               |                                 |

1. 1 2  La question du West Lothian concernant une dévolution en Angleterre est posée depuis 1977.
2. ↑  La Grande-Bretagne s'est unie au Royaume d'Irlande en 1801, formant alors le Royaume-Uni de Grande-Bretagne et d'Irlande, mais seule l'Irlande du Nord est restée dans l'union à la suite de la sécession de 1922.

## Sport
Le terme de Home Nations est souvent et plutôt employé dans le monde sportif, où ces nations sont représentées séparément : football, rugby à XIII, rugby à XV, boxe, cricket, curling, handisport, hockey sur gazon, golf et alpinisme.
Mais certains sports, tels que le hockey sur gazon ou le rugby à XV, présentent la particularité que l'équipe d'Irlande y unifie l'Irlande du Nord et la république d'Irlande, celle-ci n'appartenant pourtant pas au Royaume-Uni.
Au cricket, l'Angleterre et le pays de Galles sont unifiés, tandis que l'Écosse et l'Irlande sont séparées.
Aux Jeux olympiques, le Royaume-Uni ne fait qu'un, il est désigné sous le nom de « Grande-Bretagne et Irlande du Nord ».